# Dover (Idaho)
Dover – miasto w Stanach Zjednoczonych, w stanie Idaho, w hrabstwie Bonner.